# Nationales Organtransplantationsgesetz von 1984
Das Nationale Organtransplantationsgesetz, engl. National Organ Transplant Act (NOTA), wurde am 19. Oktober 1984 vom Kongress der Vereinigten Staaten verabschiedet und in den Jahren 1988 und 1990 geändert. Im Jahr 2000 erhielt es auf Initiative der damaligen Gesundheitsministerin Donna Shalala seine endgültige Fassung.
Das Gesetz schuf ein US-weit einheitliches Organvergabeverfahren. Aufgrund des Gesetzes wurde das Organ Procurement and Transplantation Network (OPTN) als zentrale Vergabestelle gegründet, die seit 1986 mit dem United Network for Organ Sharing (UNOS) und den local organ procurement organizations (OPO) kooperiert. Das Ministerium für Gesundheitspflege und Soziale Dienste der Vereinigten Staaten kann den local organ procurement organizations Zuschüsse für die Planung, Einrichtung und die Inbetriebnahme gewähren.

## Geschichte
Bevor das Nationale Organtransplantationsgesetz (NOTG) eingeführt wurde, gab es keine klare Rechtsprechung darüber, welche Eigentumsrechte für eine menschliche Leiche gelten sollten. Stattdessen wendete Amerika ein „Quasi-Recht“ auf eine Leiche an. Dies bedeutete, dass die Angehörigen einer verstorbenen Person lange genug ein Besitzrecht haben, um zu entscheiden, wie die Leiche begraben oder entsorgt werden sollte. Dies bedeutet jedoch kein Eigentumsrecht; was bedeutet, dass sie kein Recht haben, die menschlichen Organe und Gewebe zu übertragen, zu entwerfen, zu besitzen und zu vermieten.
Aufgrund eines Organmangels, aber einer wachsenden Nachfrage für Transplantationen, begannen die Menschen, andere Mittel zu nutzen, um Organe außerhalb eines Krankenhauses zu kaufen. Der Organmarkt begann, sich zu einem kommerziellen Markt zu entwickeln. H. Barry Jacobs, der Leiter eines Unternehmens in Virginia, kündigte 1983 einen neuen Plan an, menschliche Organe auf dem Markt zu kaufen und zu verkaufen. Dieser Plan setzte gesunde, menschliche Nieren in die Preisspanne von bis zu 10.000 US-Dollar plus eine Provision von $2000 bis $5000 für Jacobs. Das brachte das Thema ans Tageslicht. NOTG gab eine Antwort auf diesen Vorschlag: es sei kriminell, menschliche Organe für die Zwecke einer menschlichen Transplantation zu transferieren.
Als das Nationale Organtransplantationsgesetz verabschiedet wurde, gab es eine Überlebensrate von 80 % bei Nierentransplantationen. Ein neues Medikament, Cyclosporin, das eingeführt worden war, erhöhte auch die Überlebensrate von Lebertransplantationspatienten von 35 % auf 70 % im ersten Jahr nach einer Lebertransplantation. Dies machte deutlich, dass sich die Gesetzgebung eines wachsenden Bedarfs und auch eines wachsenden Organmangels bei der Verabschiedung von NOTG bewusst war.
Das Nationale Organtransplantationsgesetz machte es illegal, Organspender zu entschädigen, verhinderte aber nicht die Zahlung für andere Formen von Spenden (wie menschliches Plasma, Sperma und Eizellen). Obwohl Knochenmark kein Organ oder Bestandteil eines Organs ist, wurde die Zahlung von Knochenmarkspendern durch diese Handlung verboten. Als das Gesetz verabschiedet wurde, war die Spende von Knochenmark mit einem schmerzhaften und riskanten medizinischen Eingriff verbunden. In den Jahren nach der Verabschiedung des Gesetzes ermöglichte ein neues Verfahren (Apherese) die Gewinnung von Knochenmarkzellen durch ein nicht-chirurgisches Verfahren ähnlich der Blutspende. Im Jahr 2009 klagte eine Anwaltskanzlei für das öffentliche Interesse (das Institute for Justice), um Spendern eine Entschädigung für die Abgabe von Knochenmark zu ermöglichen. Die Firma argumentierte, dass die Entwicklung der Apherese bedeute, dass Spender, die Knochenmark durch Blutspenden abgaben, eine Entschädigung erhalten sollten. Die Organisation sagte voraus, dass eine Entschädigung die Zahl der verfügbaren Spender erhöhen würde, und behauptete, dass jedes Jahr 3000 Amerikaner sterben, während sie auf kompatible Knochenmarkspender warten. Kritiker argumentierten, dass eine Entschädigung die Spenden reduzieren, das Krankheitsrisiko erhöhen und zur Ausbeutung der Armen führen könnte. Im Dezember 2011 entschied das Neunte Berufungsgericht der Vereinigten Staaten einstimmig, dass Spender, die Knochenmark über Apherese spenden, entschädigungsberechtigt seien. Im November 2013 schlug die Bundesregierung eine Verordnung vor, die die gesetzlichen Definitionen für Knochenmark, unabhängig davon, wie es gewonnen wird, ändert. Dies hätte zur Folge, dass das Verbot der Entschädigung von Spendern beibehalten würde. Im Juli 2014 wurde der Vorschlag noch geprüft.

## Sektionen des Nationalen Organtransplantationsgesetzes

### Titel I – Arbeitsgruppe Organbeschaffung und Transplantation
Titel I besagt, dass der Gesundheitsminister eine Arbeitsgruppe für Organbeschaffung und Transplantation einrichten wird. Diese soll regeln, wie mit Verstorbenenspenden umgegangen wird und wer Transplantationen erhält. Ebenso der Prozess, den jemand im Hinblick auf eine Organspende für eine Transplantation zusammen mit anderen Aufgabenbereichen durchlaufen muss. Diese Arbeitsgruppe besteht aus 25 Mitgliedern.
Zu den Aufgaben der Arbeitsgruppe gehören:
- Umgang mit allen medizinischen, rechtlichen, ethischen, wirtschaftlichen und sozialen Fragen, die sich aus der Gewinnung und Transplantation verstorbener menschlicher Organe ergeben können.
- Beurteilung von immunsuppressiven Medikamenten, die zur Verhinderung von Organabstoßungen bei Transplantationspatienten eingesetzt werden, einschließlich Sicherheit, Wirksamkeit, Kosten, Kostenerstattungen und Sicherstellung, dass diejenigen, die diese Medikamente benötigen, sie erhalten können.
- Einen Bericht erstellen, der Bewertungen der öffentlichen und privaten Bemühungen für die Beschaffung verstorbener menschlicher Organe, Probleme bei der Beschaffung dieser Organe, Empfehlungen für die Aus- und Weiterbildung von Mitarbeitern der Gesundheitsberufe und für die Ausbildung der Allgemeinheit enthält.
- Bewertung der Wirksamkeit und der Einrichtung eines nationalen Registers der verstorbenen menschlichen Organspender.

Eine vollständige Liste befindet sich im Abschnitt 101 (3) in Public Law 98-507.

### Titel II – Organbeschaffungsaktivitäten
Mit Titel II wurden die Organ-Procurement-Organisationen (OPO) für Organtransplantationen gegründet. Diese Organisationen sollen die Zahl der registrierten verstorbenen Organspender erhöhen und wenn diese zur Verfügung stehen, den Spendeprozess von Spender zu Patient koordinieren.
NOTG gründete auch das Organ-Procurement and Transplantations-Network (OPTN), eine Mitgliedsorganisation für transplantationsbezogene Personen und Organisationen, hauptsächlich Transplantationszentren. OPTN wird derzeit von der privaten, gemeinnützigen Organisation United Network for Organ Sharing (UNOS) in Richmond, Virginia verwaltet. OPTN arbeitet unter der Aufsicht der Gesundheits- und Dienstleistungsverwaltung des Ministeriums für Gesundheitspflege und Soziale Dienste der Vereinigten Staaten. Robert Walsh ist derzeit Projektleiter beim Organ-Procurement and Transplantations-Network.
Zu deren Aufgaben gehören:
- Erleichterung des Abgleichs- und Platzierungsprozesses des verstorbenen Organs durch den Einsatz des Computersystems und eines voll besetzten Organzentrums, das 24 Stunden am Tag in Betrieb ist.
- Entwicklung von konsensbasierten Richtlinien und Verfahren für die Gewinnung, Verteilung und den Transport verstorbener Organe.
- Sammlung und Verwaltung wissenschaftlicher Daten über Organspende und Transplantation.
- Bereitstellung von Daten für die Regierung, die Öffentlichkeit, Studenten, Forscher und das wissenschaftliche Register der Transplantationsempfänger, zur Verwendung bei der laufenden Suche nach Verbesserungen auf dem Gebiet der Zuweisung und Transplantation stabiler Organe.
- Entwicklung und Aufrechterhaltung eines sicheren, webbasierten Computersystems, das die Warteliste für verstorbene Organtransplantationen und die Eigenschaften der Empfänger/Spenderorgane des Landes aufrechterhält; und,
- professionelle und öffentliche Aufklärung über Spende und Transplantation, die Aktivitäten des OPTN und den dringenden Bedarf an Spenden liefern.

Das Gesetz führte auch ein wissenschaftliches Bundesregister aller Empfänger von Organtransplantationen ein. Dieses Register enthält Patienteninformationen und Transplantationsverfahren.

### Titel III – Verbot des Organkaufs
Das Nationale Organtransplantationsgesetz legte ausdrücklich fest, dass „es ungesetzlich ist, wenn eine Person wissentlich ein menschliches Organ erwirbt, empfängt oder andernfalls für eine wertvolle Gegenleistung übergibt, das für menschliche Transplantationen verwendet wird, wenn die Übergabe den zwischenstaatlichen Handel beeinträchtigt.“ Die Strafe für die Verletzung dieses Gesetzes ist eine Geldstrafe von 50.000 US-Dollar oder bis zu fünf Jahren Gefängnis oder beides.

### Titel IV – Sonstiges
Das Nationale Organtransplantationsgesetz hat ein „nationales Register für freiwillige Knochenmarkspender“ eingerichtet. Die Spender auf dieser Liste haben nach einer Aufklärung ihre Einwilligung gegeben, und ihre Namen werden vertraulich behandelt. Dieses Register wird von der Sekretärin des Gesundheitsministeriums geführt.

## Änderungen
Die Änderung 1988 des Nationalen Organtransplantationsgesetzes führte die Organbeschaffungsorganisationen und das Organbeschaffungs- und Transplantationsnetzwerk ein, die in Titel II des Nationalen Organtransplantationsgesetzes ausführlich erläutert werden. Die Änderung im Jahr 1990 führte das Bundesregister ein.

## Ethik
Einige glauben, dass, wenn die Organtransplantation ein kommerzieller Prozess ist, Anreize für die Entrechteten und Armen geschaffen würden, sie zu manipulieren, damit sie bereit sind, mehr zu spenden. Die Frage des Kaufpreises für ein Körperteil ähnelt der Sklaverei und behandelt eine Klasse von Menschen als untermenschlich. Diese Kritiker halten diese Entmenschlichung für unerträglich. Auch der Kauf und Verkauf von Organen für die Transplantation als geschäftliche Vereinbarung, würde zu einer falschen Darstellung der medizinischen Informationen einer Person führen, wenn der Spender in schlechter finanzieller Verfassung wäre. [18]